# Vladímir Lápitski
Vladímir Mijáilovich Lápitski –en ruso, Владимир Михайлович Лапицкий– (Grodno, URSS, 18 de febrero de 1959) es un deportista soviético de origen bielorruso que compitió en esgrima, especialista en la modalidad de florete.
Participó en los Juegos Olímpicos de Moscú 1980, obteniendo una medalla de plata en la prueba por equipos (junto con Alexandr Romankov, Vladimir Smirnov, Sabirzhan Ruziyev y Ashot Karaguian).
Ganó dos medallas en el Campeonato Mundial de Esgrima, oro en 1979 y bronce en 1978.

## Palmarés internacional
| Juegos Olímpicos   | Juegos Olímpicos      | Juegos Olímpicos  | Juegos Olímpicos    |
| Año                | Lugar                 | Medalla           | Prueba              |
| ------------------ | --------------------- | ----------------- | ------------------- |
| 1980               | Moscú (URSS)          | Medalla de plata  | Florete por equipos |
| Campeonato Mundial |                       |                   |                     |
| Año                | Lugar                 | Medalla           | Prueba              |
| 1978               | Hamburgo (RFA)        | Medalla de bronce | Florete por equipos |
| 1979               | Melbourne (Australia) | Medalla de oro    | Florete por equipos |